# Амадина
Амади́на (Amadina) — рід горобцеподібних птахів родини астрильдових (Estrildidae). Представники цього роду мешкають в Африці на південь від Сахари.

## Види
Виділяють два види:
- Амадина червоногорла (Amadina fasciata)
- Амадина червоноголова (Amadina erythrocephala)